# Villawood (Nouvelle-Galles du Sud)
Villawood est une ville-banlieue australienne de l'agglomération de Sydney située dans les zones d'administration locale de Canterbury-Bankstown et Fairfield en Nouvelle-Galles du Sud.
La localité est située à 25 km à l'ouest du centre-ville de Sydney.

## Démographie
| 2006  | 2011  | 2016  | 2021  |
| ----- | ----- | ----- | ----- |
| 5 130 | 5 304 | 6 032 | 7 051 |